# Planet (locomotora)
La Planet fue una de las primeras locomotoras de vapor, construida en 1830 por Robert Stephenson and Company para el Ferrocarril de Liverpool y Mánchester (FL&M). 

## Historia
La novena locomotora construida para el FL&M, fue el siguiente gran cambio de diseño de Stephenson después de la aparición de la Rocket en 1829. Fue la primera locomotora en emplear cilindros internos, y posteriormente todas las máquinas del tipo 2-2-0 serían conocidas como Planetas. El 23 de noviembre de 1830, la Planet No.9 recorrió los aproximadamente 50 km de distancia entre Liverpool y Mánchester en una hora. 
Duró en servicio menos de una década, desde su construcción en 1833 hasta su retirada alrededor de 1840-1841.

## Locomotoras tipoPlanet

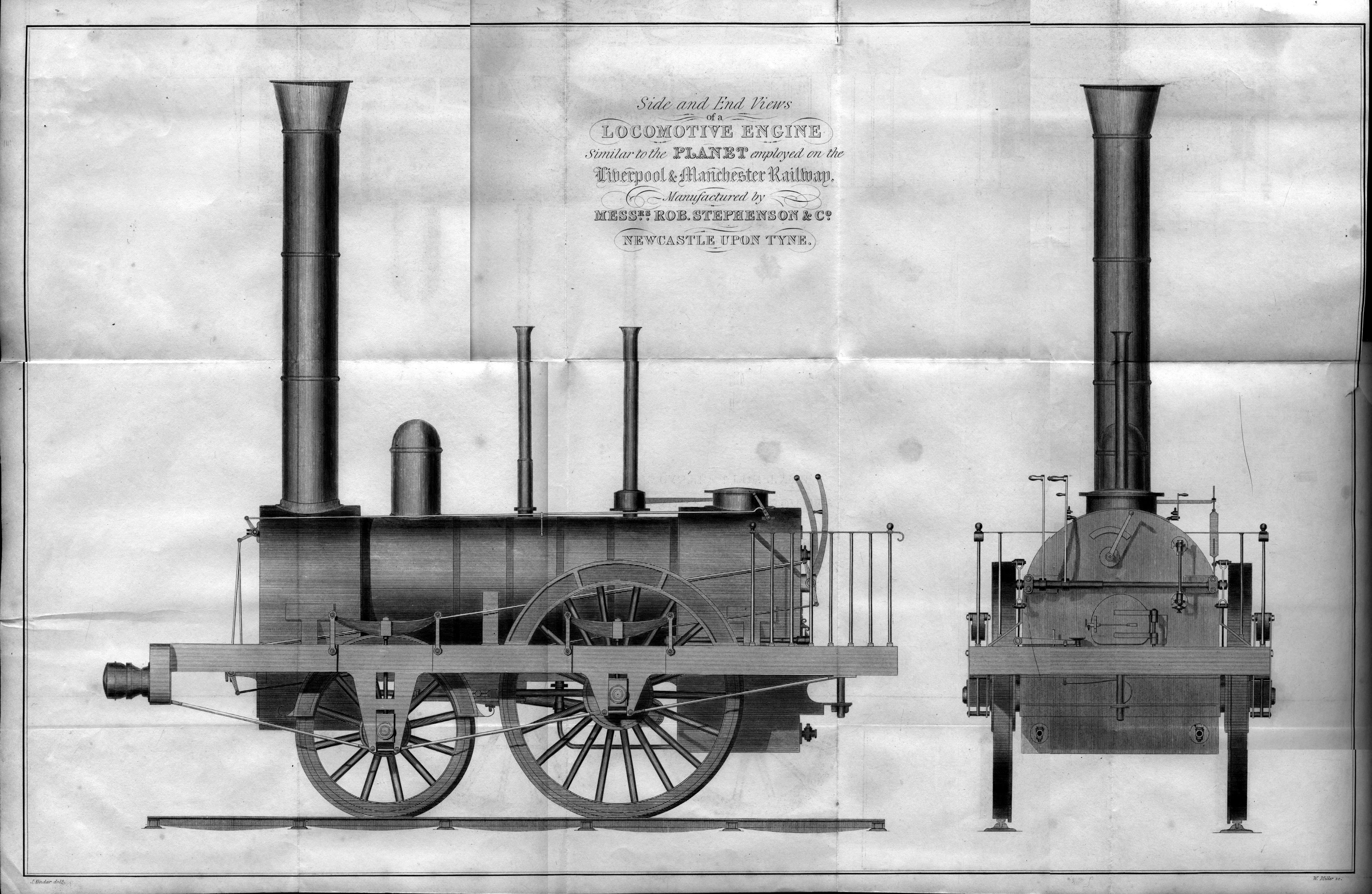
Un grabado contemporáneo de una locomotora "similar a la Planet", aunque con algunas diferencias en los detalles

El FL&M encargó otras seis máquinas del mismo tipo a Robert Stephenson & Co. Tres más fueron suministradas por Murray & Wood de Leeds, compañía a la que Robert Stephenson & Co. había enviado los planos necesarios para su fabricación.
La Planet (desde 1830) y la Patentee (desde 1834, también diseñada por Stephenson) fueron los primeros tipos de locomotoras que se construyeron en grandes cantidades.

## Mejoras
Las locomotoras Planet parecen más cercanas a los tipos posteriores, y presentan un aspecto bastante diferente al de las Rocket, aunque solo un año separó estos dos diseños (la Northumbrian de Stephenson representa un paso evolutivo intermedio). 
Otras mejoras incluyen: 
- Una cúpula de vapor para evitar que el agua llegara a los cilindros.
- Amortiguadores y acoplamientos en una posición que establecía un nuevo estándar.

## Réplicas
Una réplica de trabajo fue construida en 1992 por los Amigos del Museo de Ciencia e Industria (MOSI) de Mánchester, y es operada por voluntarios en paseos organizados para los visitantes. El resto del tiempo, la locomotora se exhibe en el Power Hall del museo. Esta Planet ha visitado varios otros ferrocarriles históricos, incluido el Museo Nacional del Ferrocarril de Shildon. 
La réplica apareció en un episodio de la serie de televisiónVictoria de la ITV/PBS.

## Locomotoras posteriores llamadasPlanet
La Planet se retiró antes de que el Ferrocarril de Londres y del Noroeste adquiriera el Ferrocarril de Liverpool y el Mánchester, por lo que el nombre estuvo ausente de las listas del FL&NO hasta 1866, cuando la Clase Samson 2-4-0 no. 935 recibió el nombre de Planet. El nombre (y el número) se pasaron a la máquina que reemplazó a esta locomotora en 1893, una Clase Waterloo 2-4-0. Esa locomotora duró hasta 1909, pero luego permaneció sin uso durante cuatro años, hasta que la Clase Jorge Quinto 4-4-0 no. 2197 recibió el nombre de Planet. Esta locomotora fue retirada en 1935. 
La locomotora LMS Clase Royal Scot 4-6-0 6131 originalmente se llamaba Planet cuando se construyó en 1928, pero en 1936 pasó a llamarse The Royal Warwickshire Regiment. En 1948, el nombre se aplicó a la LMS Clase Patriot Reconstruida No. 45545. La British Railways Clase 86 86218 también llevó el nombre de Planet entre 1979 y 1993. 

## Lecturas relacionadas
- Bailey, Michael R. (1996). «Learning Through Replication: The Planet Locomotive Project». Transactions of the Newcomen Society 68: 109-136.